# Bleeding Kansas

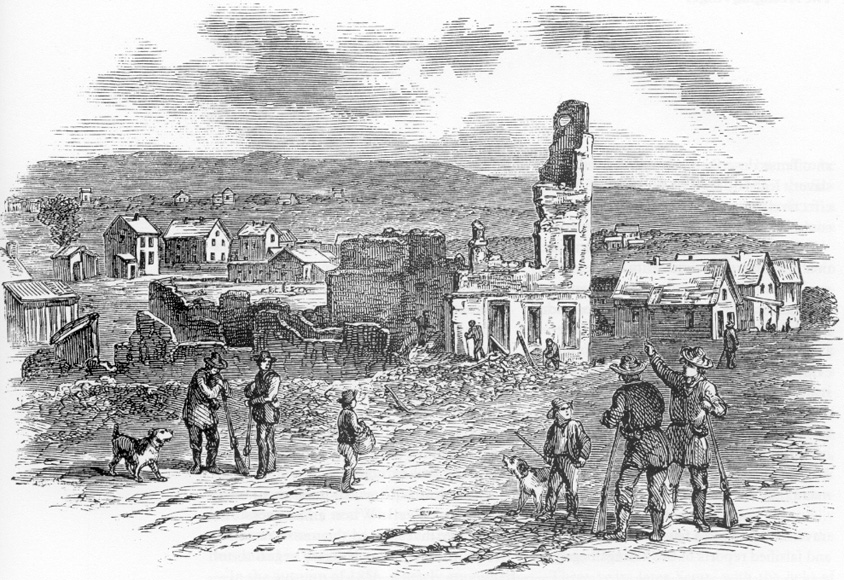
Ruinen des Free State Hotels in Lawrence nach dem Überfall von Sheriff Jones im Mai 1856

Bleeding Kansas („Blutendes Kansas“) oder Border War („Grenzkrieg“) bezeichnet die Ereignisse im Kansas-Territorium in der Zeit von 1855 bis 1859, die im Rahmen der politischen Auseinandersetzungen um eine mögliche Einführung der Sklaverei stattfanden. Diese Auseinandersetzungen gingen mit Gewalttaten einher, die teils politisch motiviert waren, teils im Rahmen von Raubüberfällen verübt wurden. Die politisch motivierten Konflikte im Kansas-Territorium gelten als Vorstufe zum Sezessionskrieg.

## Die Sklavereifrage vor der Gründung des Kansas-Territoriums

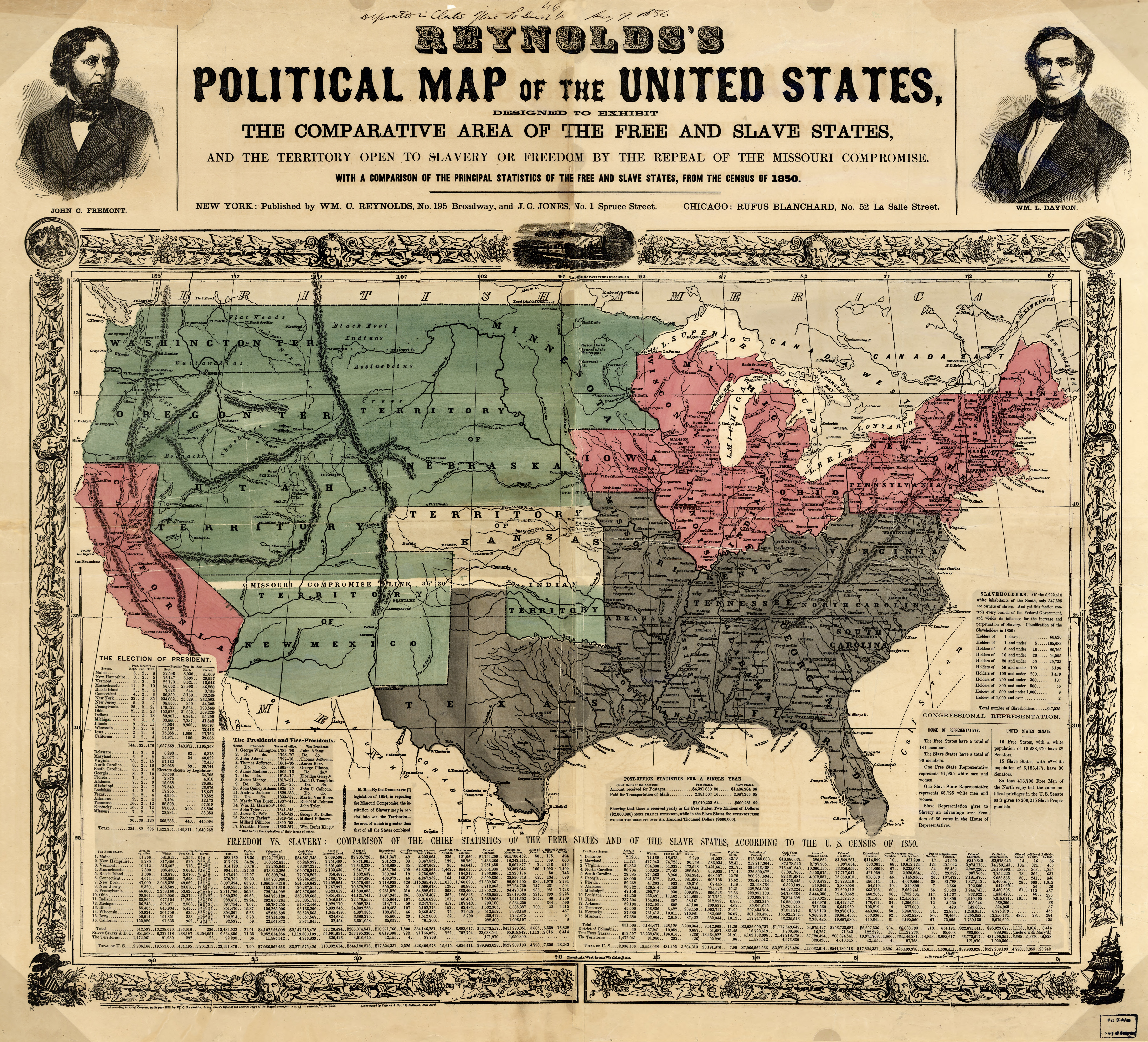
Karte der Bundesstaaten mit Sklaverei (dunkelgrau) und ohne Sklaverei (Free States, rot) im Jahre 1854. Das Kansas-Territorium ist weiß dargestellt, da es noch keiner Seite angehörte. Grün sind die Territorien, die noch keinen Status als Bundesstaat hatten.

Die Einrichtung des Kansas-Territoriums erfolgte zu einem Zeitpunkt, an dem eine gleich große Anzahl von Bundesstaaten der USA die Sklaverei erlaubten bzw. ablehnten. Der Missouri-Kompromiss von 1820 hatte dieses zeitweilige Gleichgewicht hergestellt, indem er die Sklaverei in Missouri erlaubte, aber ein Verbot der Sklaverei nördlich des 36. Breitengrades festlegte, also in allen durch den Louisiana Purchase zu den USA gekommenen Gebieten, die noch nicht Bundesstaaten waren. Dieser Status quo wurde aber durch den Kansas-Nebraska Act von 1854 gefährdet, der den Einwohnern im Kansas-Territorium erlaubte, selbst über die Einführung der Sklaverei zu entscheiden. Von diesem Moment an wurden Befürworter und Gegner der Sklaverei in den gesamten USA aktiv, um die Abstimmung über eine Verfassung für den zu gründenden Bundesstaat Kansas zu beeinflussen.

## Verfassungsentwürfe

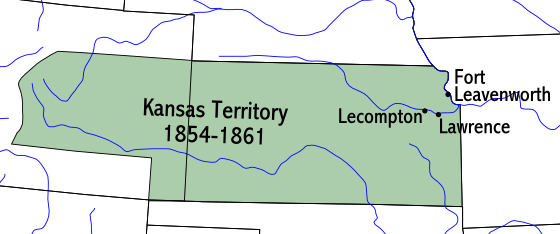
Das Kansas-Territorium mit der zeitweiligen Hauptstadt Lecompton

Die erste gewählte Regierung des Kansas-Territoriums von 1855 unterstützte die Sklaverei, wurde aber von den Sklaverei-Gegnern  abgelehnt, da sie ihr Wahlbetrug vorwarfen. Tausende Unterstützer der Sklaverei waren aus Missouri nach Kansas gebracht worden, um dort zu wählen. In den folgenden Jahren wurden im Kansas-Territorium vier Verfassungsentwürfe auf den Weg gebracht. Der erste Verfassungsentwurf von 1855, die sogenannte Topeka Constitution (nach Topeka, dem Ort der Entstehung), richtete sich gegen die Regierung und verbot die Sklaverei, wurde aber im US-Senat nicht angenommen. Die Regierung, die damals in Lecompton residierte, präsentierte 1857 einen Verfassungsentwurf, der die Sklaverei erlaubte. Die letzten beiden Verfassungsentwürfe von 1858 (Leavenworth Constitution) und 1859 (Wyandotte Constitution) verboten die Sklaverei wiederum. Nachdem der US-Senat den Entwurf von 1858 abgelehnt hatte, wurde die Wyandotte-Verfassung angenommen und bei der Aufnahme des Bundesstaates in die USA im Jahre 1861 zur Basis des so genannten Free State Kansas (also Sklaverei-freien Staates).

## Gewaltsame Konflikte
Im Kansas-Territorium kam es zu jener Zeit immer wieder zu Gewalttaten, die aber oft nicht ideologisch motiviert waren. Vielmehr benutzten private Milizen und Guerilla-Gruppen die Sklavereifrage als Vorwand zu privaten Raubzügen. Deshalb waren an den Gewalttaten neben den Pro-Sklaverei-Gruppen, den sogenannten Bushwhackers oder Border Ruffians, und den Anti-Sklaverei-Gruppen, den Jayhawkers oder Free Staters, auch einfache Landbesetzer beteiligt, die Squatters genannt wurden. Die über einfache Überfälle und Nachbarschaftsstreitigkeiten hinausgehenden Gewalttaten begannen mit der Belagerung der Stadt Lawrence durch Sheriff Jones im Jahre 1855. Auslöser war die Ermordung eines Sklaverei-Gegners durch einen Sklaverei-Befürworter, die bestehende Konflikte eskalieren ließ. Sheriff Jones belagerte die am Fluss Wakarusa gelegene Stadt mit 1500 Mann (Wakarusa War), zog aber nach Verhandlungen nach einer Woche wieder ab. Bei der Auseinandersetzung kam es nur zu einem Todesfall, aber die Verteidiger der Stadt, John Brown und James Lane, wurden zu Helden der Anti-Sklaverei-Bewegung; das einzige Todesopfer, Thomas Barber, wurde von John Greenleaf Whittier in einem Gedicht verewigt (Burial of Barber). 1856 überfiel Sheriff Jones erneut die Stadt Lawrence, um die Druckpressen der gegen die Sklaverei eingestellten Zeitungen Herald of Freedom und Kansas Free State zu zerstören. Das Free State Hotel, das der Sklaverei-feindlichen New England Emigrant Aid Company gehörte, fiel dem Sack of Lawrence („Plünderung von Lawrence“) ebenfalls zum Opfer. (Das später noch einmal zerstörte und wiedererrichtete Hotel heißt heute Eldridge Hotel.)
Als Reaktion auf den Überfall auf Lawrence verübte John Brown im Mai 1856 das Pottawatomie Massaker, bei dem er und seine Söhne fünf Bushwhacker ermordeten. Drei Männer aus Browns Gruppe (zwei davon seine Söhne) wurden später gefangen genommen, als die Armee-Einheit von Captain Pate versuchte, John Brown zu verhaften. John Brown versuchte daraufhin mit der Unterstützung von anderen Free-State-Unterstützern, die Gefangenen beim Ort Black Jack im Douglas County zu befreien, was zur Schießerei bei Black Jack führte. Einige Historiker bezeichnen dieses Feuergefecht als erstes Gefecht des Sezessionskrieges. Brown war im gleichen Jahr noch einmal in eine Schießerei mit Unterstützern der Sklaverei verwickelt (Battle of Osawatomie), bevor der neue Gouverneur John White Geary die Lage für einige Zeit befrieden konnte. Nach zwei Jahren mit kleineren Zwischenfällen kam es 1858 zum Massaker am Marais des Cygnes River, bei dem Bushwhacker fünf Männer töteten.

## Ansiedlungsvereine, Presse-Krieg und Sklavenbefreiung

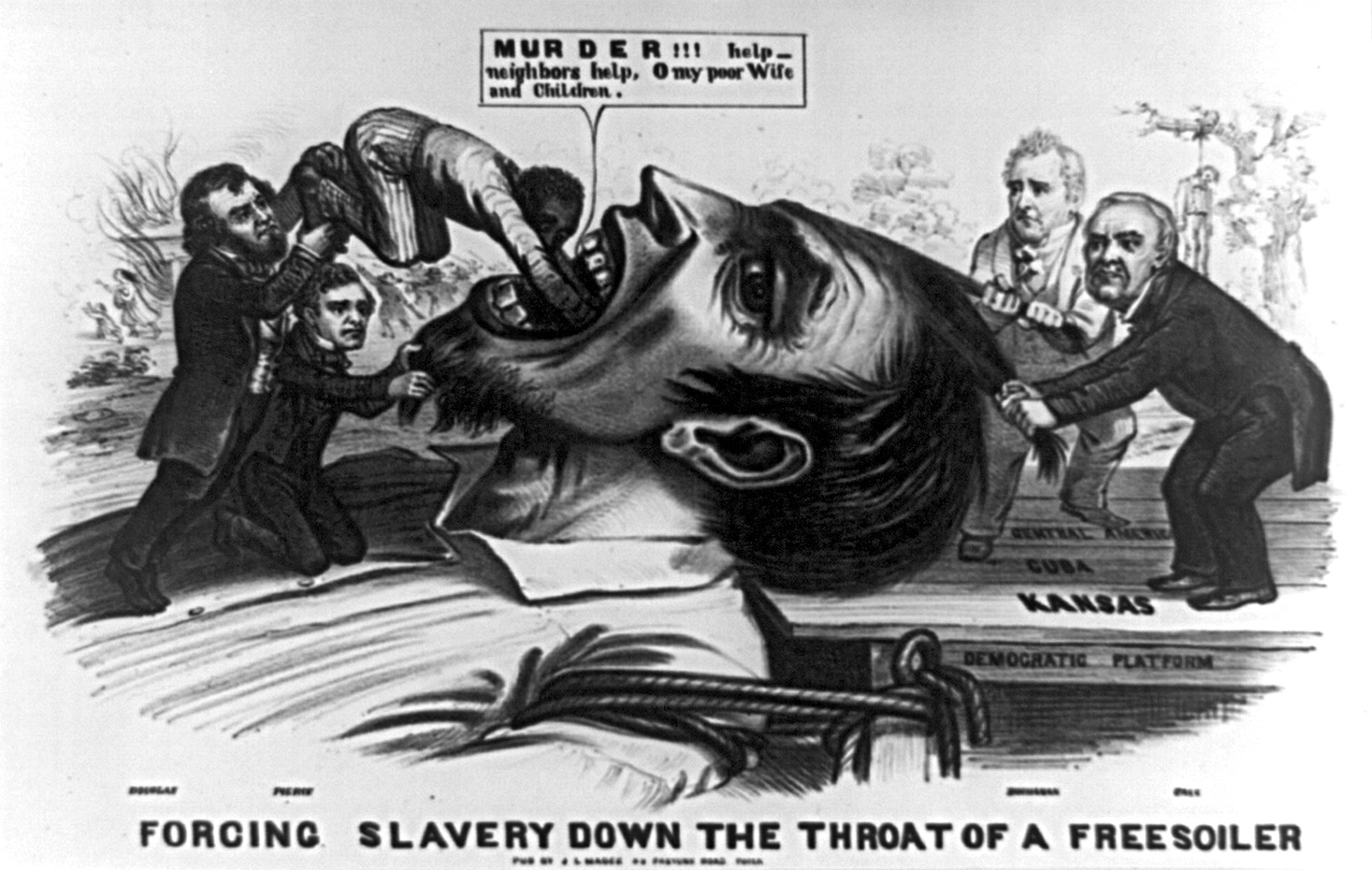
Karikatur von 1856: Sklavereifreundliche Politiker zwingen Gegner dazu, die Sklaverei zu schlucken

Der Anteil gewalttätiger Auseinandersetzungen und die Zahl von Todesopfern im Kansas-Territorium wurde in Presse und Forschung lange überschätzt. Die Auseinandersetzungen um die Sklaverei in Kansas erregten bei Zeitgenossen in den gesamten USA Aufmerksamkeit und führten einerseits zu einem Pressekrieg, andererseits zu einem Wettrennen zwischen Ansiedlungsvereinen auf beiden Seiten des Konflikts. Der Begriff Bleeding Kansas ist eine Wortschöpfung von Horace Greeley, dem Sklaverei-Gegner und Herausgeber der angesehenen überregionalen New York Tribune. In Kansas schrieben gegen die Sklaverei drei Zeitungen, zwei in der Stadt Lawrence und eine in Atchison, die deutschsprachige Kansas Zeitung. Für die Sklaverei agitierte der Squatter Sovereign.
Parallel dazu versuchten verschiedene Organisationen im Norden der USA, Geld für den Kampf gegen die Sklaverei in Kansas zu sammeln und abolitionistische Siedler nach Kansas zu bringen. Zu diesen Organisationen gehörten neben der New England Emigrant Aid Company auch die Connecticut Kansas Colony, die von Henry Ward Beecher unterstützt wurde, und die Emigrant Aid Society of Northern Ohio. Eine wichtige abolitionistische Institution war die Underground Railroad, die befreite oder entflohene Sklaven aus anderen Bundesstaaten herausschmuggelte. Auf der Seite der Sklaverei-Befürworter war z. B. die Kansas Emigration Aid Company of South Carolina aktiv, aber auch zahlreiche Siedlungsvereine, die in Missouri gegründet wurden und Siedler oder Waffen nach Kansas brachten. Beide Seiten beriefen sich auf Selbstverteidigung gegen Gewalttaten der anderen Seite und übertrieben Verbrechen und Opferzahlen der Gegner.

## Einzelbelege
1. ↑  Bleeding Kansas. Online Highways LLC, archiviert vom Original am 30. Juni 2017; abgerufen am 21. August 2017 (englisch).
2. ↑  Ross Drake: The Law that Ripped America in Two. Smithsonian Magazine, Mai 2004, archiviert vom Original am 21. August 2017; abgerufen am 21. August 2017 (englisch).
3. ↑  Robert W. Richmond: Kansas. A Land of Contrasts. Forum Press, Saint Charles 1974, S. 68–72 (englisch).
4. ↑  Dale E. Watts: How Bloody was Bleeding Kansas? – Political Killings in Kansas Territory, 1854–1861. In: Kansas History: A Journal of the Central Plains. Band 18, Nr. 2. Summer 1995, S. 119 f. (englisch, Volltext, archiviert am 29. Juni 2017 [PDF; 255 kB]).
5. ↑  Samuel J. Jones (Sheriff), ca.1820-ca.1880. Territorial Kansas Online, archiviert vom Original am 10. Juni 2008 (englisch).
6. ↑  Black Jack, Battle of. Tom&Carolyn Ward, 2002, archiviert vom Original am 2. November 2013 (englisch).
7. ↑  Black Jack Battlefield and Nature Park Homepage. Black Jack Battlefield Trust, Inc., archiviert vom Original am 11. Juli 2017; abgerufen am 21. August 2017 (englisch).
8. ↑  Marais de Cygnes Massacre. Kansas State Historical Society, archiviert vom Original am 16. Juni 2010 (englisch).
9. ↑  Dale E. Watts: How Bloody was Bleeding Kansas? – Political Killings in Kansas Territory, 1854–1861. In: Kansas History: A Journal of the Central Plains. Band 18, Nr. 2. Summer 1995, S. 120–122 (englisch, Volltext, archiviert am 29. Juni 2017 [PDF; 255 kB]).
10. ↑  Eleanor Turk: The Germans of Atchison, 1854–1859. Development of an Ethnic Community. In: Rita Napier (Hrsg.): Kansas and the West. University Press of Kansas, Lawrence 2003, S. 101–116 (englisch).
11. ↑  Robert W. Richmond: Kansas. A Land of Contrasts. Forum Press, Saint Charles 1974, S. 63 f. (englisch).
12. ↑  Samuel A. Johnson: The Battle Cry of Freedom. University Press of Kansas, Lawrence 1954, S. 208–213 (englisch).
13. ↑  Robert W. Richmond: Kansas. A Land of Contrasts. Forum Press, Saint Charles 1974, S. 63 (englisch).